# أكوكن (إوليويلن)
أكوكن هو دُوَّار يقع بجماعة إيڭيدي، إقليم تارودانت، جهة سوس ماسة في المملكة المغربية. ينتمي الدوّار لمشيخة إوليويلن التي تضم 27 دوار. يقدر عدد سكانه بـ 55 نسمة حسب الإحصاء الرسمي للسكان والسكنى لسنة 2004.

## روابط خارجية
- البوابة الوطنية للجماعات الترابية
- المندوبية السامية للتخطيط